# Objaw Rivero Carvallo
Objaw Rivero Carvallo – zwiększenie głośności szmeru niedomykalności zastawki trójdzielnej podczas wdechu. Pozwala zróżnicować wadę zastawki trójdzielnej od wady mitralnej. Objaw opisał w 1946 roku meksykański kardiolog José Manuel Rivero Carvallo.
W jednym badaniu objaw Rivero Carvallo sam lub w połączeniu z tętnieniem wątroby i (lub) tętnieniem żył szyjnych występował u 85% pacjentów z rozpoznaną niedomykalnością zastawki.